# Ami yupanquii
Ami yupanquii là một loài nhện trong họ Theraphosidae.
Loài này thuộc chi Ami. Ami yupanquii được miêu tả năm 2008 bởi Pérez-Miles, Gabriel & Gallon.